# وریو
وریو (به انگلیسی: Variav) یک زیستگاه انسانی در هند است که در سورات واقع شده‌است.